# Josephine Hull
Mary Josephine Hull (geboren Sherwood) (Newtonville, 3 januari 1877 – New York, 12 maart 1957) was een Amerikaans filmactrice, theateractrice en -regisseuse.

## Biografie
Mary Josephine Sherwood werd in 1877 geboren in Newtonville, Massachusetts als een van de vier kinderen van William H. Sherwood en Mary Elizabeth Tewkesbury. Ze volgde studies aan het New England Conservatory en het Radcliffe College, beiden in Boston.
Sherwood debuteerde in 1905 op toneel, een start van een vijftigjarige carrière op Broadway. In 1910 huwde ze met acteur Shelley Hull. Toen deze op jonge leeftijd stierf aan de Spaanse griep in 1919 stopte ze met acteren tot 1923, waarna ze de achternaam van haar man bleef houden. Haar eerste groot succes kwam er in 1926 met haar rol in George Kelly’s Pulitzerprijswinnende toneelstuk Craig's Wife. Daarop schreef Kelly speciaal voor haar een rol in zijn volgend toneelstuk Daisy Mayne. Hull bleef werkzaam in het New York-theater in de jaren 1920, 1930 en 1940 en trad op in drie Broadway-hits, You Can't Take It with You (1936), Arsenic and Old Lace (1941) en Harvey (1944).
Hull speelde maar mee in zes speelfilms en voor haar rol in Harvey in 1950, de verfilming van het gelijknamig toneelstuk, won ze zowel de Oscar als de Golden Globe voor beste vrouwelijke bijrol.
Josephine Hull overleed in 1957 op tachtigjarige leeftijd na een beroerte

## Prijzen en nominaties
De belangrijkste:
| Jaar | Prijs                                        | Categorie                                    | Film   | Uitslag  |
| ---- | -------------------------------------------- | -------------------------------------------- | ------ | -------- |
| 1954 | Drama League Distinguished Performance Award | Drama League Distinguished Performance Award |        | Gewonnen |
| 1951 | Oscar                                        | Beste vrouwelijke bijrol                     | Harvey | Gewonnen |
| 1951 | Golden Globe                                 | Beste vrouwelijke bijrol                     | Harvey | Gewonnen |